# Bourbon Alfonz asztúriai herceg
Bourbon Alfonz (Madrid, 1907. május 10. – Miami, 1938. szeptember 6.), teljes neve spanyolul: Alfonso Pío Cristino Eduardo Francisco Guillermo Carlos Enrique Eugenio Fernando Antonio Venancio Borbón y Battenberg. Születése jogán spanyol királyi herceg (infáns) és születésétől kezdve a Spanyol Királyság trónörököseként az Asztúria hercege cím birtokosa. 1931-ben a köztársaság kikiáltásával hivatalosan megszűnt a trónörökösi funkciója, de az uralkodócsalád továbbra is fenntartotta titulusait. Ennek ellenére az Asztúria hercege címről 1933-ban lemondott, mikor rangon aluli házasságot kötött. Kompenzálásként megkapta a Covadonga grófja címet. Vérzékenységben szenvedett. Tragikus körülmények között halt meg. II. Izabella spanyol királynő dédunokája, Habsburg–Tescheni Mária Krisztina unokája és I. János Károly nagybátyja volt.

## Élete

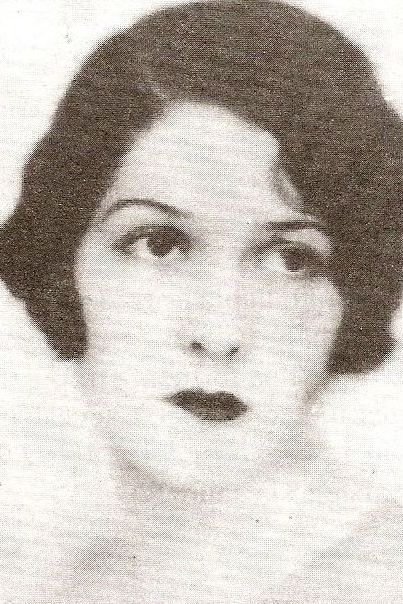
Edelmira Sampedro, Alfonz herceg 1. felesége, 1954.

XIII. Alfonz spanyol király és Battenbergi Viktória Eugénia (Ena) brit királyi hercegnő elsőszülött fia.
Ena királyné az anyja révén hordozója volt a vérzékenység betegségnek, amelyet Viktória királynőtől örökölt. A házasság gyermekáldásban gazdag volt, 7 gyermek született, közöttük 4 fiú, és közülük egy halva született fiún kívül mind megérték a felnőttkort, de a legidősebb, a trónörökös tisztét születésétől apja trónfosztásáig viselő Alfonz és a legfiatalabb, Gonzalo herceg (1914–1934) örökölték a hibás gént, vérzékenységben szenvedtek, és még szüleik életében, húszon-, harmincévesen meghaltak.
XIII. Alfonz király 1931. április 14-én az önkormányzati választásokon a jelentősebb városokban és a fővárosban, Madridban az ellenzék elsöprő győzelmének következtében formális lemondás nélkül elhagyta az országot, és még aznap kikiáltották a köztársaságot.
A trónfosztott XIII. Alfonz Olaszországban telepedett le, míg Ena királyné Angliában és Svájcban élt. Alfonz herceg 1933. június 11-én és a másodszülött, Bourbon Jakab 1933. június 21-én lemondtak a trónöröklési jogukról, és rangon alul nősültek. Alfonznak ugyan egyik felesége sem tudott gyermeket szülni, viszont egy házasságon kívüli fia maradt, Alfonz (1932–). A másodszülött fiúnak, Jakabnak két törvényes fia is született, de ők a rangon aluli házasság miatt nem örökölhették a trónt. Ennek ellenére Jakab infánst és fiú leszármazottait tekintették és tekintik a mai napig is a Bourbon-ház senior tagjainak, illetve ágának, és az uralkodóház fejének a karlista ág kihalása (1936) és XIII. Alfonz halála (1941) után. A két legidősebb fiú lemondásával XIII. Alfonz harmadszülött fia, János (1913–1993), Barcelona grófja lett apjuk örököse. Az ő fia volt János Károly infáns (1938. január 5.), a későbbi spanyol uralkodó, aki még Alfonz herceg életében született, de Alfonz még ugyanabban az évben egy Miamiban történt autóbalesetben meghalt.

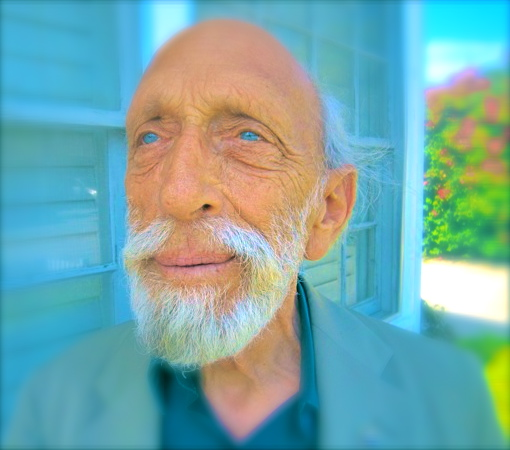
Az asztúriai herceg feltételezett természetes fia, Alfonz 2011-ben

## Gyermeke
- 1. feleségétől, Edelmira Sampedro (1906–1994) úrnőtől, rangon aluli (morganatikus házasság), elváltak, gyermekei nem születtek
- 2. feleségétől, Marta Rocafort (1913–1993) úrnőtől, rangon aluli házasság, elváltak, gyermekei nem születtek
- Házasságon kívüli kapcsolatból María Mercedes Flores de Apodaca úrnővel, 1 fiú:
  - Alfonz (1932. október 22. – 2012. január 11.)